# باکدئوکسان
باکدئوکسان (به لاتین: Baekdeoksan) یک کوه در کره جنوبی است که در کره جنوبی واقع شده‌است. باکدئوکسان ۱٬۳۵۰ متر بالاتر از سطح دریا واقع شده‌است.